# Vadamadurai
Vadamadurai là một thị xã panchayat của quận Dindigul thuộc bang Tamil Nadu, Ấn Độ.

## Địa lý
Vadamadurai có vị trí 10°28′B 78°05′Đ / 10,47°B 78,08°Đ Nó có độ cao trung bình là 275 mét (902 feet).

## Nhân khẩu
Theo điều tra dân số năm 2001 của Ấn Độ, Vadamadurai có dân số 15.418 người. Phái nam chiếm 50% tổng số dân và phái nữ chiếm 50%. Vadamadurai có tỷ lệ 60% biết đọc biết viết, cao hơn tỷ lệ trung bình toàn quốc là 59,5%: tỷ lệ cho phái nam là 70%, và tỷ lệ cho phái nữ là 51%. Tại Vadamadurai, 13% dân số nhỏ hơn 6 tuổi.